# Pull (álbum)
Pull é o quarto álbum de estúdio de Mr. Mister, lançado em 2010. Foi gravado entre 1989 e 1990, mas devido a banda ficar sem uma gravadora - e posteriormente sua separação- o álbum permaneceu inédito até 2010, quando foi remixado e lançado.

## Faixas
1. "Learning To Crawl"  (Page/Lang/George/Mastelotto) - 5:48
2. "Waiting In My Dreams" (Page/Lang/George) - 4:54
3. "Crazy Boy" (Page/Lang/George) - 3:29
4. "Close Your Eyes" (Page/Lang/George) - 4:44
5. "Lifetime" (Page/Lang/George) - 4:36
6. "I Don't Know Why" (Page/Lang/George/Mastelotto) - 4:52
7. "We Belong To No One" (Page/Lang/George) - 4:55
8. "Burning Bridge" (Page/Lang/George) - 4:02
9. "No Words To Say" (Page/George)  - 5:22
10. "Surrender" (Page/Lang/George/Mastelotto) - 4:27
11. "Awaya" (Page/George/Mastelotto) - 4:20